# Литература Ниуэ
Литература Ниуэ (в отличие от устного народного творчества) не имеет устоявшейся традиции. Одним из наиболее известных писателей острова является поэт и романист Джон Пуле, автор романов «The Shark that Ate the Sun» («Ko E Mago Ne Kai E La», 1992), «Burn My Head in Heaven» («Tugi e ulu haaku he langi», 2000) и «Restless people» («Tagata kapakiloi», 2004), а также ряда стихотворений.